# Rogelio Domínguez
Rogelio Domínguez, né le 9 mars 1931 à Buenos Aires et mort le 23 juillet 2004, est un footballeur international et entraîneur argentin.
Gardien de but révélé au Racing Club, il remporte avec le Real Madrid CF la Coupe des clubs champions européens en 1959 et 1960, ainsi que la première édition de la Coupe intercontinentale. International argentin, il remporte la Copa América 1957 et participe à la Coupe du monde de football de 1962.

## Carrière

### Joueur
Rogelio Antonio Domínguez naît à Buenos Aires d'un père espagnol. Fin 1945, alors qu'il a 14 ans, il est repéré lors d'un tournoi scolaire par Carlos Peucelle, recruteur de River Plate. Il intègre en mars 1946 les classes de jeune du club de Buenos Aires, qui lui donne l'autorisation de jouer sous les couleurs du Sportivo Dock Sud, un club amateur du partido d'Avellaneda. C'est là qu'il est repéré par le Racing Club d'Avellaneda, un des principaux clubs du pays, qui parvient à faire signer le jeune gardien de but à la barbe de River.

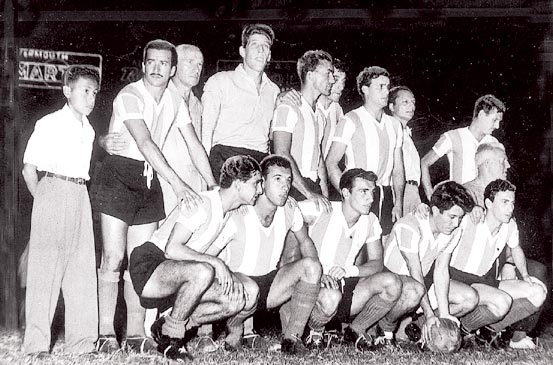
Argentine à la Copa América 1957.

Domínguez fait ses débuts en équipe première en 1951, ce qui lui permet de compter un premier titre de champion d'Argentine à son palmarès, et connaît  sa première sélection en équipe nationale à l'occasion des Jeux panaméricains de 1951. Il doit attendre la saison 1953 pour s'imposer définitivement comme titulaire dans son club, et 1955 en équipe nationale, avec laquelle il remporte la Copa América 1957.
Grâce à ce succès, il est recruté pour une forte somme d'argent par le Real Madrid CF, club espagnol double champion d'Europe en titre, où il doit faire avec la concurrence de Juan Alonso. La Casa Bianca remporte pour la première saison de Domínguez le championnat d'Espagne et une troisième Coupe d'Europe en 1958, dont Alonso joue la finale. Alors qu'il est régulièrement remplaçant, Domínguez dispute et remporte la Coupe des clubs champions européens en 1959, et entame la saison suivante comme titulaire. Il remporte de nouveau la Coupe des clubs champions européens mais aussi la première édition de la Coupe intercontinentale en 1960 face aux Uruguayens de Peñarol. Redevenu remplaçant à la suite de l'arrivée de l'entraîneur Miguel Munoz et au recrutement de José Vicente Train, il ne participe plus qu'à quelques matchs lors des championnats 1960-191 et 1961-192, que le Real remporte.
Écarté de la sélection pendant sa carrière espagnole (il a manqué ainsi la catastrophique Coupe du monde 1958 de l'Argentine), il fait son retour au pays début 1962, à River Plate, en vue du mondial au Chili. Jouant peu dans son club, il est sélectionné comme remplaçant d'Antonio Roma par le DT Juan Carlos Lorenzo et ne dispute que le dernier match de la compétition pour l'Argentine, face à la Hongrie (0-0)
En 1964, il signe à Vélez Sarsfield où il joue deux saisons avant de partir en Uruguay, d'abord au CA Cerro puis au Club Nacional de Football, où il atteint la finale de la Copa Libertadores 1967, perdue en match d'appui face au Racing Club (0-0, 0-0, 1-2).
Début 1969, il réalise enfin une dernière pige de deux ans à Flamengo, l'un des clubs les plus importants du Brésil, où il termine à la deuxième place du championnat carioca en 1969. En 1970, il prend sa retraite sportive à 39 ans.

### Entraîneur
Rogelio Domínguez se reconvertit très vite comme entraîneur dans son pays natal, d'abord à San Lorenzo de Almagro, avec lequel il est finaliste du championnat Nacional en 1971, puis à Chacarita Juniors. En 1973, il est nommé entraîneur de Boca Juniors. Pendant trois saisons, son équipe déploie un jeu de qualité et obtient des résultats corrects (deuxième du Metropolitano 1973 par exemple) sans parvenir cependant à se battre pour le titre ni à se qualifier pour la Copa Libertadores. Son remplaçant Juan Carlos Lorenzo profitera de son travail pour mener l'équipe Xeneize au sommet du football mondial.
Il poursuit sa carrière d'entraîneur au Gimnasia y Esgrima La Plata, à l'Atlético Tucumán (demi-finaliste du Nacional 1979), à Quilmes, puis Loma Negra en 1981.
En 1982, il prend la direction du Racing Club en cours de saison, alors que l'équipe lutte pour son maintien. Il parvient à sauver le club mais doit laisser sa place en cours d'année suivante alors que les résultats ne s'améliorent pas. Début 1986, il fait une nouvelle pige au Racing Club, alors que le club obtient son retour dans l'élite argentine. Il termine finalement sa carrière d'entraîneur en championnat du Chili, où il dirige Everton de Viña del Mar lors de la saison 1989.
Par la suite il est consultant sportif dans les médias argentins, et prend un temps des responsabilités au sein du Club Atlético San Miguel à la fin des années 1990.

## Palmarès
Avec le Racing Club :
- Champion d'Argentine en 1951

Avec le Real Madrid :
- Vainqueur de la Coupe intercontinentale en 1960
- Vainqueur de la Coupe des clubs champions 1958, 1959 et 1960

Avec l'Argentine :
- Vainqueur du Copa América en 1957